# Phoenix-RTOS
Phoenix-RTOS – system operacyjny czasu rzeczywistego przeznaczony dla urządzeń Internetu rzeczy (IoT). Podstawowym zadaniem systemu jest ułatwienie tworzenia urządzeń definiowanych programowo.

## Historia
Phoenix-RTOS został stworzony jako następca systemu operacyjnego Phoenix, opracowanego na Wydziale Elektroniki i Technik Informacyjnych Politechniki Warszawskiej przez Pawła Pisarczyka w ramach jego pracy magisterskiej w latach 1999-2001. System Phoenix został początkowo zaimplementowany dla mikroprocesorów IA-32, w roku 2003 dostosowany do procesorów ARM7TDMI, a w roku 2004 zrealizowano wersję dla PowerPC. System Phoenix dostępny jest na licencji GPL.

### Phoenix-RTOS 2.0
Decyzję o porzuceniu rozwoju Phoenix i napisaniu od podstaw Phoenix-RTOS została podjęta przez jego twórcę w roku 2004. W roku 2011 powołana została spółka Phoenix Systems sp. z o. o. w celu komercjalizacji systemu.
Wersja bazuje na jądrze monolitycznym. Początkowo rozwijano wersję dla IA-32 oraz dla procesora konfigurowalnego eSi-RISC. W związku z nawiązaniem współpracy z NXP Semiconductors, system dostosowano do platformy Vybrid (ARM Cortex-A5). Wersja została wyposażona w obsługę protokołów PRIME (Phoenix-PRIME) i G3-PLC (Phoenix-G3), wykorzystywanych w sieciach Smart Grid.
System pozwala na działanie aplikacji przeznaczonych dla systemów klasy Unix.

### Phoenix-RTOS 3.0
Wersja Phoenix RTOS 3.0 bazuje na mikrojądrze, miała zostać zakończona w 2017 Q2 i zastosowana masowo w nowych urządzeniach pomiarowych o bardzo niskim poborze mocy. Decyzja o pracy nad nową wersją została podjęta po doświadczeniach wyniesionych z pierwszych wdrożeń. Głównym problemem pierwszych wdrożeń była niska modularność jądra i utrudnione zarządzanie procesem wytwarzania oprogramowania (sterowników urządzeń, sterowników systemów plików). Dodana miała zostać także obsługa protokołów bezprzewodowych typu MESH.

### Moduły HaaS
System Phoenix-RTOS wyposażony jest w tzw. moduły HaaS (Hardware as a Software), które implementują funkcje urządzeń np. modemów komunikacyjnych. Przykładowe moduły HaaS to:
1. Phoenix-PRIME - programowa implementacja standardu PRIME (otwarty standard komunikacji PLC używany w SmartGrid), certyfikowana w roku 2014[2][3].
2. Phoenix-G3 - programowa implementacja standardu G3-PLC (otwarty standard komunikacji PLC używany w SmartGrid).

## Wdrożenia
W 2016 r., w sieci polskiego dystrybutora energii Energa-Operator, wdrożono 6,6 tys. koncentratorów danych dla Smart Grid (ZKB) bazujących na Phoenix-RTOS oraz podpisano umowy licencyjne na masowe wykorzystanie systemu operacyjnego w inteligentnych licznikach energii. 